# Tunnel Flughafen (Stuttgart)
Der Tunnel Flughafen ist ein 4120 m langer Eisenbahntunnel der Bahnstrecke Stuttgart-Rohr–Filderstadt am Flughafen Stuttgart. Der Bahnhof Stuttgart Flughafen/Messe und der Bahnhof Filderstadt sind Teile des Bauwerks.
Das Bauwerk nimmt ein bis zwei Gleise auf einem Schotteroberbau auf.

## Lage und Verlauf
Der Tunnel beginnt am westlichen Ende des Stuttgarter Flughafens (neben dem Flughafen-Parkplatz P0) in Streckenkilometer 23,911 und führt bis zur Endstation der S-Bahnlinie S2 in Filderstadt. An dem westlichen Tunnelportal verläuft der Tunnel auf einer Länge von rund 1,1 km zunächst zweigleisig. Nach rund 450 m wird dabei der rund 250 m lange Bahnsteigbereich des Flughafenbahnhofs erreicht. Daran schließt sich eine rund 400 m lange Abstell- und Wendeanlage an, die für drei Kurzzüge bemessen wurde.
An den Bahnhofsbereich schließt sich eine 3,1 km lange, eingleisige Verlängerung der Strecke bis Filderstadt an. Die spätere Nachrüstung eines zweiten Gleises wurde berücksichtigt. Die Gradiente dieses Abschnitts fällt im Anschluss zunächst mit 35 Promille zur Start- und Landebahn hin ab, unterquert diese in einer Tiefe von rund 21 m auf einer Länge von rund 1.500 m nahezu horizontal und steigt schließlich mit 35 Promille Steigung zur Station Filderstadt hin an. Die Entwurfsgeschwindigkeit in diesem Abschnitt beträgt 80 km/h.
Die Überdeckung im Abschnitt zwischen Flughafen und Filderstadt liegt zwischen 23 und 32 Metern, bevor die etwa 10 m unter dem Gelände liegende Station Filderstadt erreicht wird. Die maximale Steigung beträgt 36 Promille.
Zwischen dem Flughafen und der Station Filderstadt wurden drei Notausgänge angelegt (km 25,584, 26,584 und 27,207).

### Trasse
Der Tunnel verläuft zunächst in Linksbögen in Radien zwischen 860 und 1018 m und geht anschließend in die Station Flughafen über. Darauf folgt eine kurze Gerade, auf die bis km 25,9 mit Radien zwischen 365 m und 465 m übergeht. Bis km 26,5 folgt eine Gerade, auf die ein Linksbogen (bis km 27,4) von 500 m Radius folgt. Zwischen km 27,7 und 27,9 folgt der Bahnsteig des Bahnhofs Filderstadt. Mit einer Abstellanlage endet der Tunnel bei km 28,072. Im 365-m-Abschnitt liegt die Überhöhung bei 120 mm, mit einem Überhöhungsfehlbetrag von 87 mm.

### Querschnitt
Der zweigleisige Abschnitt verfügt über eine lichte Weite von 9,35 m und eine Höhe von 6,25 m über Schienenoberkante. Der Abstand der beiden Gleisachsen von der Tunnelwand beträgt 2,20 m bzw. 2,25 m. Mittig ist ein Fluchtweg angeordnet.
Der eingleisige Abschnitt wurde mit einem Kreisprofil mit einem Innendurchmesser von 7,0 m ausgebildet. Der Ausbruchsdurchmesser betrug etwa 8,50 bis 8,70 m.

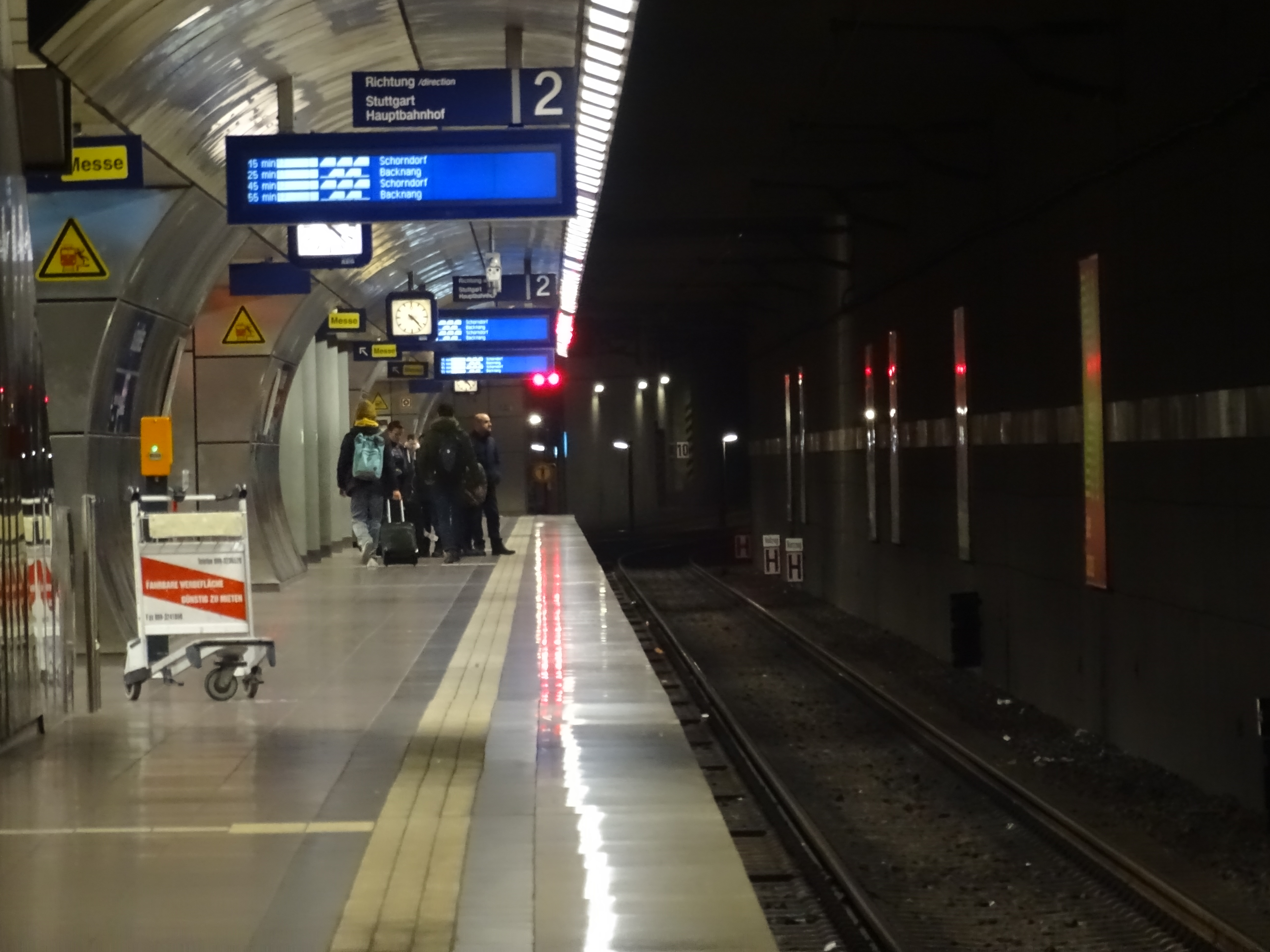
Station Flughafen/Messe
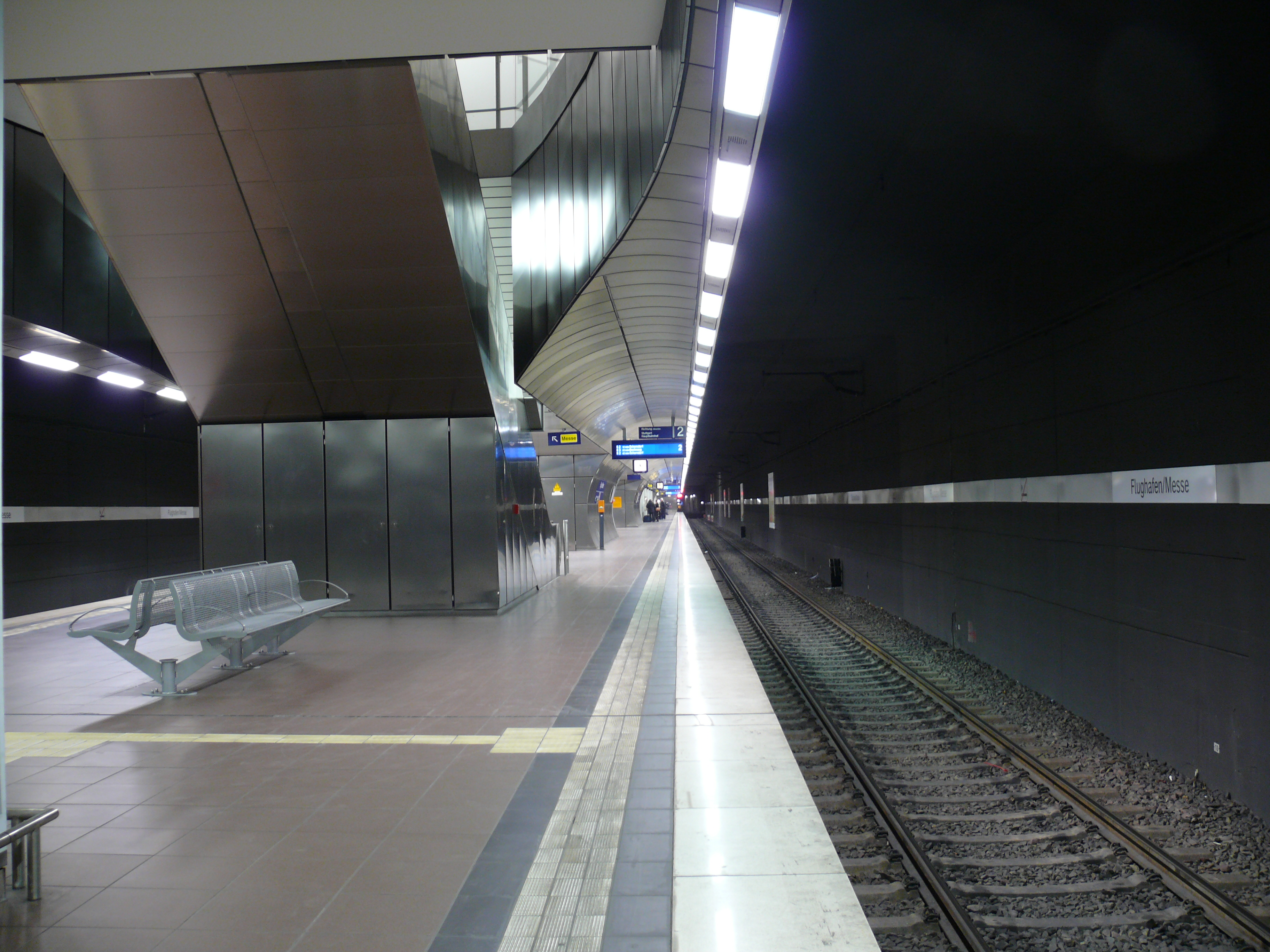
Station Flughafen/Messe
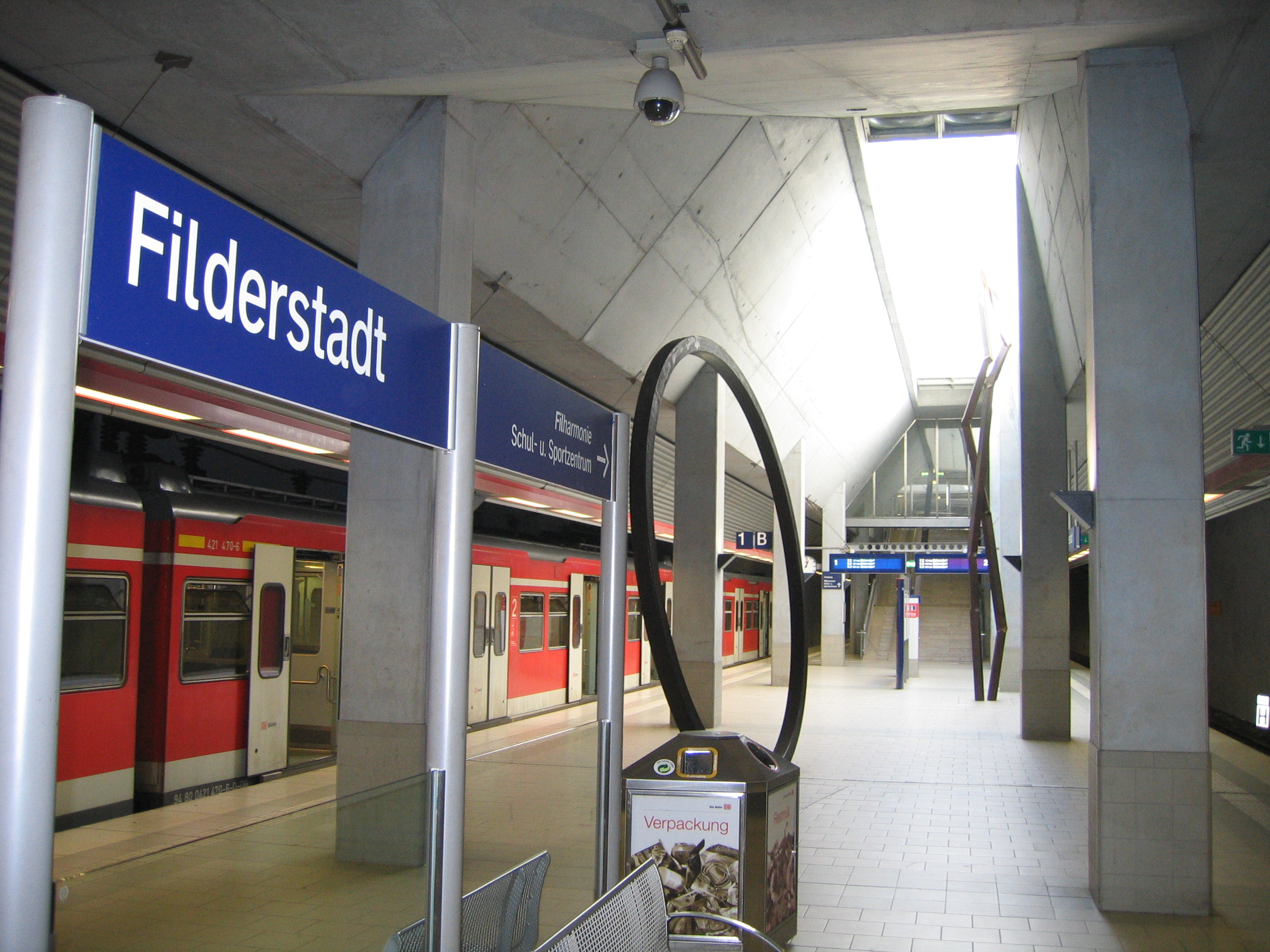
Station Filderstadt in Bernhausen
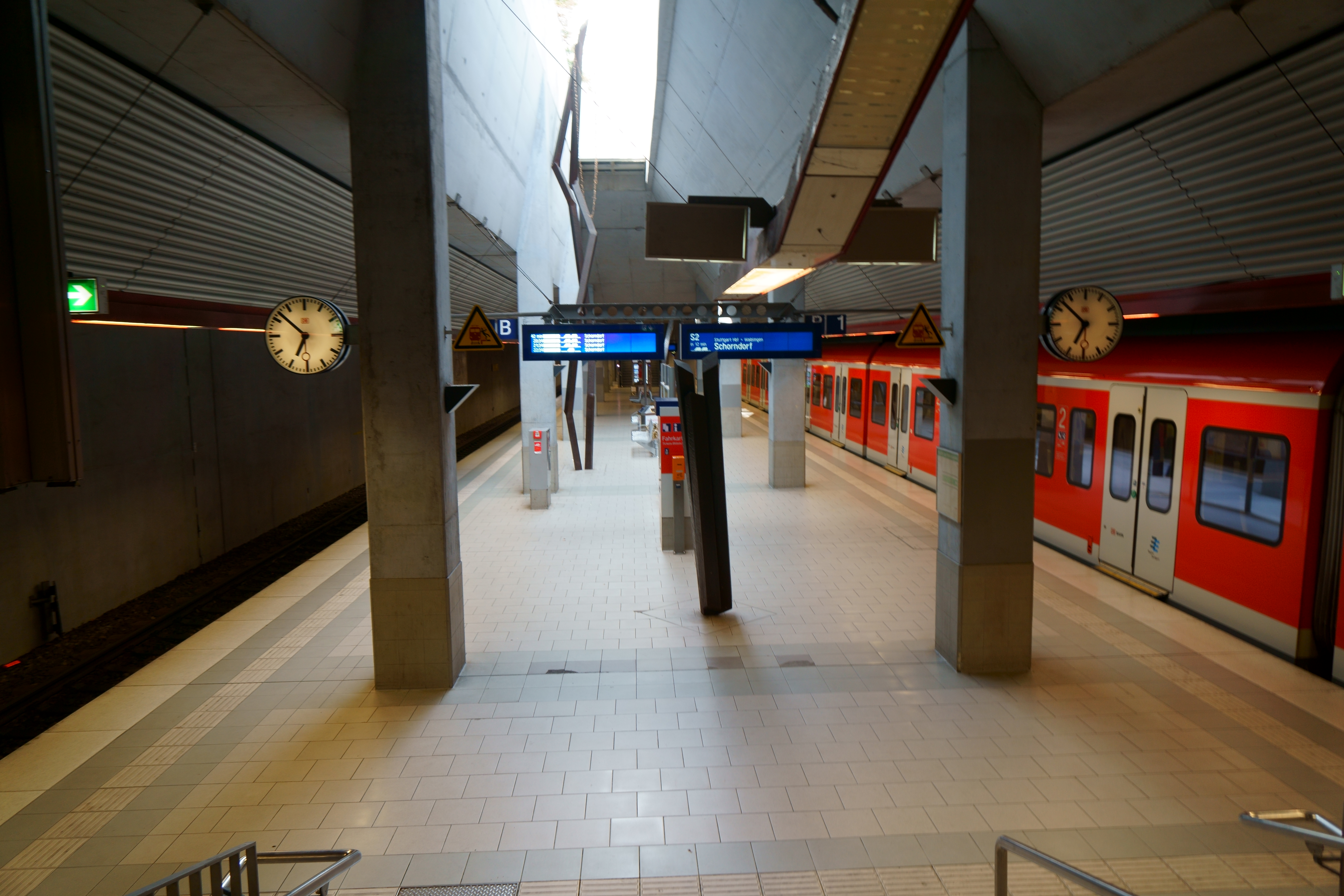
Station Filderstadt in Bernhausen

## Geschichte

### Bau erster Abschnitt bis Flughafen
Der Rohbau wurde in den Jahren 1986 bis 1989 in überwiegend offener Bauweise als geschlossener Rechteckrahmen erstellt.
Die Bauarbeiten im ersten Bauabschnitt waren Ende 1992 im Wesentlichen abgeschlossen. Der Bau des Tunnels unterlag laut einem Medienbericht einer Ausnahmegenehmigung, um Baukosten zu sparen.

### Inbetriebnahme und Betrieb
Der Probebetrieb wurde am 2. März 1993 aufgenommen. Die kommerzielle Inbetriebnahme folgte am 17. April 1993.

### Verlängerung bis Filderstadt
In den Jahren 1994 und 1995 wurde im Zuge eines Flughafenausbaus ein 0,4 km langes, zweigleisiges Teilstück im Anschluss an den Flughafenbahnhof in offener Bauweise erstellt (Streckenkilometer 24,990 bis 25,394). 1998 begannen die Arbeiten für den daran anschließenden Tunnelabschnitt, der in bergmännischer Bauweise erstellt wurde. Dieser eingleisige Abschnitt ist 2,2 km lang (km 25,394 bis 27,568). Die Trasse wurde unter der Maßgabe entworfen, die Start- und Landebahn auf möglichst kurzem Wege zu unterfahren. Der bergmännische Tunnel kostete 129,54 Millionen DM, der daran anschließende Bahnhof 47,53 Millionen DM.
Seit Dezember 2021 wird der eingleisige Tunnelabschnitt in beiden Richtungen im Viertelstundentakt befahren. Die Ankunfts- und Abfahrtszeiten in Filderstadt werden um eine Minute verschoben, um dabei Kreuzungskonflikte zu vermeiden.

### Ausblick
Die Planungen im Rahmen von Stuttgart 21 sahen den Bau der Flughafenkurve vor, der im Osten der Station Flughafen/Messe an den Tunnel angebunden werden sollte und ihn mit der Neubaustrecke Stuttgart–Wendlingen in Richtung Stuttgart Hbf verbinden sollte. Der Tunnelabschnitt zwischen dem Westportal und dem Flughafenbahnhof wäre dann neben S-Bahn-Zügen auch von Fern- und Regionalzügen befahren worden. Das Bundesministerium für Verkehr, Bau und Stadtentwicklung ließ dazu 2010 eine Ausnahme für eine Abweichung von der Eisenbahn-Bau- und Betriebsordnung zu. Mit dem dem Pfaffensteigtunnel wird jedoch eine alternative Planung verfolgt, bei welcher der Tunnel Flughafen nicht genutzt wird.
Die Strecke Rohr–Filderstadt soll über Sielmingen nach Neuhausen verlängert werden. Dadurch wird der bisherige Flughafentunnel in Bernhausen um rund 500 Meter in Richtung Osten verlängert. Die Bauarbeiten begannen 2023, die Strecke soll 2027 eröffnet werden.
Der Tunnel soll bis 2025 in den Digitalen Knoten Stuttgart integriert und dabei u. a. mit ETCS ausgerüstet werden. Er gehört dabei zum Stell- und RBC-Bereich Fernbahn, der von einem in Waiblingen entstehenden Bedien- und Technikstandort gesteuert werden soll. Um weniger Leerrohre die für das neue Stellwerk notwendigen Kabel einzubauen, werden verschiedene Lösungsansätze geprüft.

## Sicherheitseinrichtungen
Das Bauwerk verfügt über fünf Notausgänge und zwei Entrauchungsanlagen mit netzunabhängiger Stromversorgung. Eine Sprühflutanlage in der Abstellanlage soll im Ernstfall 10 Minuten lang abgestellte S-Bahn-Züge beregnen können.
Im Tunnel liegen Löschwasserleitungen.

## Kosten
Nach längeren Voruntersuchungen wurde am 16. August 1993 der 6. S-Bahn-Ausführungsvertrag über die Realisierung und Finanzierung der Verlängerung nach Filderstadt zwischen dem Land Baden-Württemberg, dem Landkreis Esslingen, der Stadt Filderstadt und der Deutschen Bundesbahn abgeschlossen. Die Hälfte der Baukosten, die aufgrund der Untertunnelung besonders hoch ausfielen, wurde mit Mitteln nach dem Gemeindeverkehrsfinanzierungsgesetz gedeckt, die andere Hälfte wurden durch das Land, den Landkreis und die Stadt finanziert.
Zum 31. Dezember 1994 wurde für die Verlängerung des Tunnels mit Gesamtkosten von rund 157 Millionen DM gerechnet. Mit Planungs- und Verwaltungskosten wurde 1999 mit rund 180 Millionen DM Kosten gerechnet.